# Trần Nghị
Trần Nghị (giản thể: 陈毅, phồn thể: 陳毅; bính âm: Chén Yì; 26 tháng 8 năm 1901 - 6 tháng 6 năm 1972) là một nhà chính trị và lãnh đạo quân sự của Trung Quốc. Ông là một trong mười nguyên soái nổi tiếng của Quân Giải phóng Nhân dân Trung Quốc.
Ông sinh ra tại huyện Lạc Chí, gần Thành Đô, Tứ Xuyên, trong một gia đình quan toà trung lưu.
Là một đồng chí của Lâm Bưu từ những ngày du kích, Trần Nghị đã là chỉ huy của Tân Tứ Quân trong cuộc Chiến tranh Trung Nhật, là mũi nhọn phản công tại Sơn Đông trong Nội chiến Trung Quốc, và sau này chỉ huy quân đội Cộng sản đánh bại Quốc Dân Đảng tại Hoài-Hải và chiếm vùng hạ Dương Tử năm 1948-49.
Ông được phong nguyên soái của Quân Giải phóng Nhân dân Trung Quốc năm 1955.
Sau khi thành lập Cộng hòa Nhân dân Trung Hoa, Trần Nghị đã trở thành Thị trưởng Thượng Hải. Ông cũng đảm nhận chức Ủy viên Bộ chính trị, Phó chủ tịch Quân ủy, Phó thủ tướng từ 1954 đến 1972, và Bộ trưởng Ngoại giao từ 1958 đến 1972 và Hiệu trưởng của Đại học Ngoại giao Trung Quốc từ năm 1961 đến 1969. 
Trong thời kỳ Cách mạng văn hóa, ông đã bị thanh trừng năm 1967, nhưng không bị cách chức chính thức, do đó Chu Ân Lai đảm trách chức bộ trưởng ngoại giao thay ông.